# Beatrice di Provenza
Beatrice di Provenza (1234 – Nocera Inferiore o Napoli, 23 settembre 1267), quarta ed ultima figlia del conte Raimondo Berengario IV e della contessa Beatrice di Savoia, venne designata quale ereditiera delle terre e dei titoli del padre e, infatti, dal 1245, fu contessa di Provenza e di Forcalquier. Nel 1246 sposò il figlio del re di Francia Luigi VIII il Leone, Carlo, che nel 1247 venne fatto conte d'Angiò e del Maine. Dopo le conquiste del marito, dal 1266 alla morte, fu regina consorte di Sicilia.

## Origine

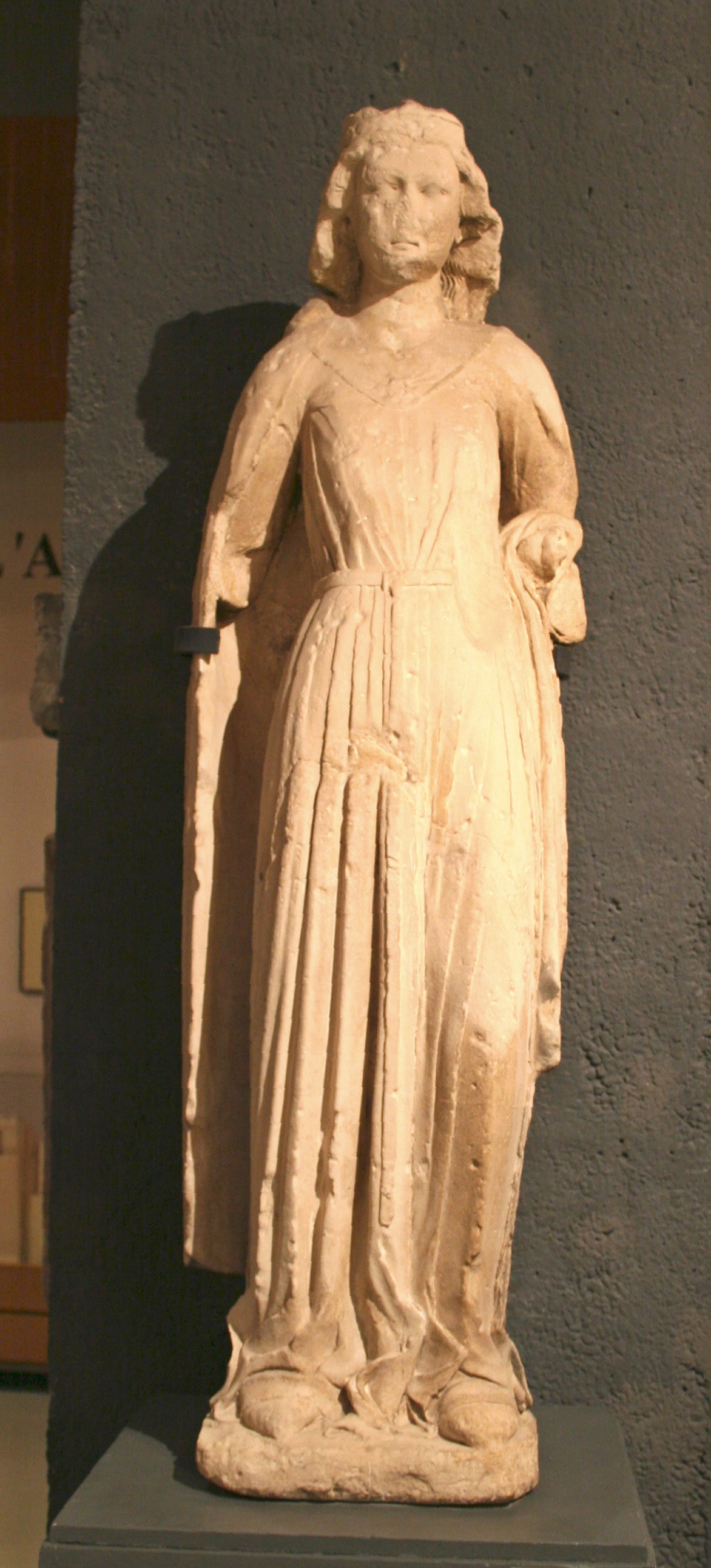
Statua della contessa e regina Beatrice, XIII secolo (Marsiglia, Museo di storia)

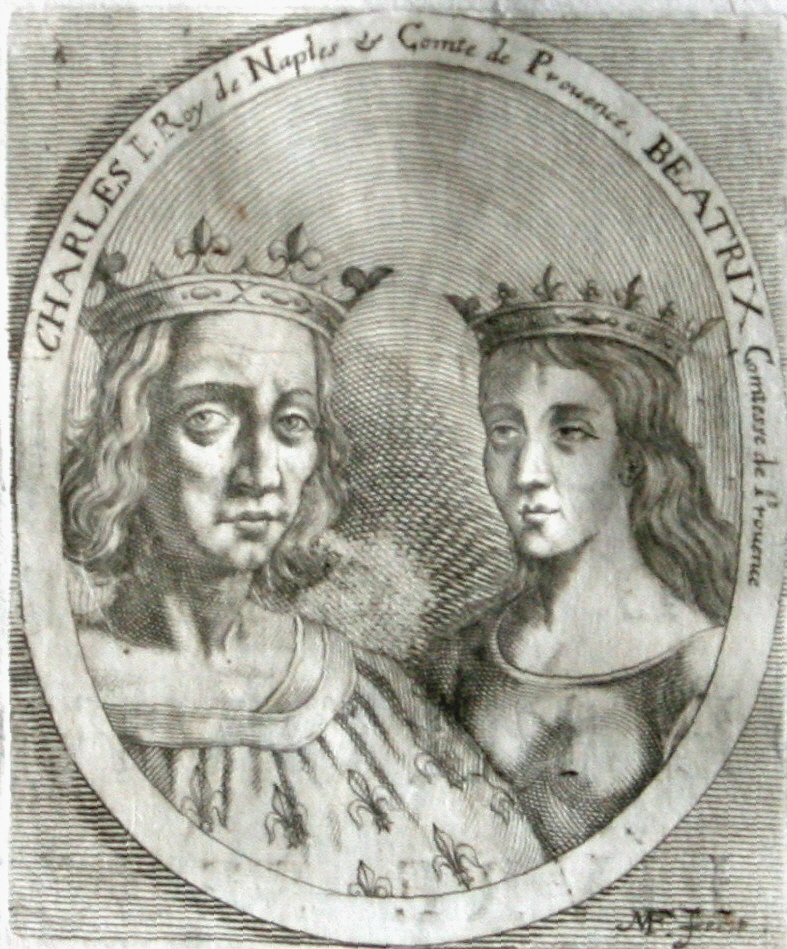
Beatrice con il marito Carlo I

Figlia quartogenita e ultimogenita del conte di Provenza e conte di Forcalquier, Raimondo Berengario IV (1198 – 1245), come riportato dagli Annales Sancti Victoris Massilienses e della moglie, Beatrice di Savoia (1206 – 1266), che, secondo il documento n° 49 del Peter der Zweite Graf von Savoyen, Markgraf in Italien, sein Haus und seine Lande, dello storico, Ludwig Wurstenberger, era figlia del Conte di Savoia, d'Aosta e di Moriana, Tommaso I (1177 – 1233) e della moglie, Beatrice Margherita di Ginevra (1180 – 1257), che secondo la Chronica Albrici Monachi Trium Fontium era figlia di Guglielmo I di Ginevra e di Margherita Béatrice di Faucigny.
Raimondo Berengario IV di Provenza, secondo la Historia Comitum Provinciae era l'unico figlio maschio del consorte dell'erede della contea di Forcalquier e conte di Provenza, Alfonso II e di sua moglie, Garsenda di Sabran, figlia del Signore di Caylar e d'Ansouis, Raniero († dopo il 1209) appartenente alla famiglia de Sabran e di Garsenda di Forcalquier ( - prima del 1193), l'unica figlia del Conte di Forcalquier, Guglielmo IV d'Urgell e di Adelaide di Bezieres, di cui non si conoscono gli ascendenti.

## Biografia
Beatrice era famosa per la sua bellezza, come per altro lo erano le sue tre sorelle.
Prima del 1240, una figlia del conte di Provenza, Raimondo Berengario IV, era stata promessa al delfino del Viennois, Ghigo VII (1225-1269), figlio d'Andrea Ghigo, delfino del Viennois, e di Beatrice di Monferrato; il fidanzamento però fu annullato da due vescovi in quanto, in precedenza, il delfino Ghigo VII aveva contratto fidanzamento con Cecilia del Balzo, come ci certifica il documento n° 129, datato giugno 1240, del Peter der Zweite Graf von Savoyen, Markgraf in Italien, sein Haus und seine Lande, dello storico, Ludwig Wurstenberger(anche se il documento non specifica il nome della figlia del conte di Provenza, dato che le due figlie maggiori erano già maritate, gli storici propendono attribuire questo fidanzato alla terzogenita Sancha, di circa quattordici anni, e non Beatrice che di anni ne aveva circa sei.
Quando, nel 1245, suo padre, Raimondo Berengario IV, morì, come da suo testamento (come ci conferma la cronaca del monaco benedettino inglese, cronista della storia inglese, Matteo Paris (1200 – 1259, con il documento riportato a pagina 485 del Matthæi Parisiensis, Monachi Sancti Albani, Chronica Majora, vol IV), lasciò i titoli di contessa di Provenza e Forcalquier alla figlia più giovane, non ancora sposata, Beatrice. Il testamento redatto da Raimondo Berengario IV, il 20 giugno 1238 a Sisteron, si trova nelle Layettes du Trésor des Chartes, vol. II, contrassegnato come documento n° 2719.
Alla mano della ricca ereditiera Beatrice aspiravano i principi delle terre confinanti, il conte di Tolosa, Raimondo VII, che aveva appena divorziato da Margherita di Lusignano, ee il re della corona d'Aragona, Giacomo I, che, pur essendo sposato con Iolanda d'Ungheria, era entrato in Provenza e messo sotto assedio la località ove risiedeva Beatrice. Nel frattempo, nel corso del mese di dicembre del 1245 vi furono in Cluny incontri segreti fra la madre di Beatrice, Beatrice di Savoia, il papa Innocenzo IV, Luigi IX di Francia, il fratello minore, Carlo d'Angiò, e la loro madre Bianca di Castiglia. Fu deciso che in cambio della protezione (militare) di Luigi IX, il papa avrebbe appoggiato il matrimonio tra Carlo d'Angiò e Beatrice di Provenza, ma la Provenza non sarebbe mai andata alla Francia direttamente tramite Carlo. Si concordò che se Beatrice e Carlo avessero avuto figli, la Provenza sarebbe spettata a loro, in caso contrario sarebbe andata a Sancha di Provenza (terza figlia di Raimondo e Betrice) ed in caso di premorienza di quest'ultima, sarebbe andata al re di Aragona. Beatrice di Savoia, alla quale fu concesso l'usufrutto del territorio fino alla sua morte, acconsentì alle nozze della figlia con Carlo d'Angiò.
Allora Carlo d'Angiò, che il Papa Innocenzo IV aveva contribuito a scegliere come marito per Beatrice di Provenza, invase militarmente la Provenza, con un esercito francese e liberò Beatrice da Giacomo I.
Il matrimonio, secondo gli Annales Sancti Victoris Massilienses fu celebrato ad Aix-en-Provence, il 31 gennaio 1246, Beatrice divenne così contessa consorte d'Angiò e del Maine.
Nel frattempo le sorelle di Beatrice, Margherita, moglie del re di Francia, Luigi IX il Santo (1214-1270), Eleonora, moglie del re d'Inghilterra, Enrico III (1207-1272), e Sancha, moglie del conte di Cornovaglia, Riccardo (1209-1272), futuro re dei Romani (o re di Germania), avrebbero desiderato dividere i feudi paterni con la sorella minore, Beatrice, ma il nuovo conte consorte di Provenza, Carlo d'Angiò, non la volle spartire; per cui i rapporti tra Carlo e le tre sorelle defraudate furono sempre molto tesi.
Carlo, che nell'agosto di quello stesso anno era stato creato conte d'Angiò e del Maine, come conte consorte governò la Provenza, riuscendo in pochi anni a rendere il governo completamente dispotico e tra il 1258 ed il 1264 estese i suoi domini anche sul Piemonte meridionale, occupando alcune contee nella zona di Asti.
Nel 1248, Beatrice seguì il marito, Carlo, che partecipò, insieme a suo fratello Luigi IX, alla settima crociata, in Egitto, contro gli arabi della dinastia curdo-musulmana degli Ayyubidi, che avevano conquistato e depredato Gerusalemme nel 1245, compiendovi per di più orribili atrocità. Effettuata una sosta di sei mesi a Cipro, dove nacque il loro primogenito, Carlo e Beatrice raggiunsero l'Egitto nel 1249; in giugno, conquistarono Damietta, dove nacque la loro secondogenita; la sconfitta nella battaglia di Mansura, l'8-11 febbraio 1250, portò ad una susseguente breve prigionia di Carlo ed i suoi due fratelli, re Luigi ed Alfonso, che durante la crociata aveva ereditato, assieme alla moglie Giovanna, la contea di Tolosa. Carlo ed i fratelli furono liberati, dopo breve tempo, dietro pagamento di un pesante riscatto, pagato da sua sorella, Margherita, la regina di Francia, anche lei a Damietta. Nella primavera del 1251, seguirono re Luigi in Palestina, quindi Beatrice e Carlo decisero di rientrare in Provenza, dove erano scoppiate alcune rivolte ad Arles ed Avignone. Nella seconda metà del 1251, dall'Egitto fece così ritorno in Provenza accompagnati dal fratello di Carlo, Alfonso.
Nel 1264, sua madre, Beatrice di Savoia, malata, ma sana di mete (infirma corpore, tamen sana mente), redasse due testamenti, uno a gennaio ed uno a febbraio, in cui ricorda di voler essere sepolta nella chiesa di San Giovanni di Malta, Aix-en-Provence, che col marito aveva contribuito a costruire, lascia tutti i suoi beni alle figlie, Margherita ed Eleonora, mentre alla terza figlia ancora in vita (la quarta sorella, Sancha, è morta da tre anni circa), Beatrice di Provenza, solo un lascito; il testamento redatto il 22 febbraio ad Ambiani, in cui rammenta anche di una proprietà lasciata all'ordine dei Cavalieri Ospitalieri, è riportato come documento n° 639 del Peter der Zweite Graf von Savoyen, Markgraf in Italien, sein Haus und seine Lande, dello storico, Ludwig Wurstenberge.
Nel 1265, suo marito, Carlo, con un piccolo contingente si imbarcò e, via mare, arrivò a Roma, dove, il 28 giugno il papa Clemente IV lo incoronò re di Sicilia; la contessa Beatrice, secondo la storia di Manfredi, re di Sicilia e di Puglia di Giuseppe di Cesare che si rifà alla storia di Saba Malaspina, raggiunse il marito a Roma, sempre via mare circa quattro mesi dopo, dove fu confermata regina di Sicilia con il marito
Nel novembre di quello stesso anno, l'esercito di Carlo, composto da 5000 armigeri e 25000 fanti entrò in Italia e giunse a Roma nel gennaio del 1266, dove il 6 gennaio 1266, Carlo e Beatrice erano stati incoronati re e regina di Sicilia.
Nel 1266 Beatrice divenne consorte dell'effettivo re di Sicilia, in quanto il marito Carlo sconfisse, il 26 febbraio, nella battaglia di Benevento, re Manfredi di Sicilia, che cadde in battaglia, ucciso da uno sconosciuto.
Nel testamento che redasse, nel giugno 1266, il giorno dopo la festività dei SS: Pietro e Paolo, Beatrice si definisce, regina di Sicilia, duchessa di Puglia, principessa di Capua e contessa d'Angiò, Provenza e Forcalquier (Beatrix…Regina Sicilie, Ducatus Apuliæ et Principatus Capuæ, Andegavensis, Provinciæ et Forcalquerii Comitissa).
Beatrice morì nel castello del Parco, a Nocera (mentre secondo la storia di Saba Malaspina, morì a Napoli), il 23 settembre 1267; fu tumulata provvisoriamente nel monastero di Santa Maria Materdomini in Nocera Superiore (SA) accanto ai resti mortali del figlio Roberto, deceduto 2 anni prima. Le sue spoglie, nel 1277, furono traslate a Aix-en-Provence, nella chiesa di San Giovanni di Malta.
Fu l'ultima contessa di Provenza della dinastia di Barcellona; lasciò i titoli di conte di Provenza e Forcalquier al marito Carlo.

## Figli
Beatrice e Carlo ebbero sette figli:
- Luigi (Cipro 1248- † Cipro 1248), sepolto nella chiesa dei domenicani di Nicosia;
- Bianca[22] (1250-1269), andata sposa nel 1265 al conte di Fiandra Roberto di Dampierre (1249 † 1322);
- Beatrice[23] (1252-1275), andata sposa nel 1273 a Filippo I di Courtenay (1243 † 1283), Imperatore titolare di Costantinopoli;
- Carlo (1254 – 1309), conte d'Angiò e del Maine, conte di Provenza e Forcalquier e re di Napoli;
- Filippo (1256-1277), principe d'Acaia, sposato nel 1271 con Isabella di Villehardouin (1263 – 1312), principessa d'Acaia e di Morea e re di Tessalonica;
- Roberto (1258-1265), sepolto nella basilica di Materdomini in Nocera Superiore (SA);
- Isabella (1261-1303), andata sposa al re d'Ungheria, Ladislao IV (1262 – 1290).

## Parentele incrociate
Beatrice e la sorella Margherita, che sposarono i fratelli Carlo d'Angiò e Luigi IX di Francia, divennero cognate, e viceversa per Luigi e Carlo. La stessa cosa successe alle altre due sorelle, figlie di Raimondo Berengario IV, Eleonora e Sancha, sposando i fratelli Enrico III d'Inghilterra e Riccardo di Cornovaglia, divennero cognate, e viceversa per Enrico e Riccardo.

## Ascendenza
|                                    |                       |                         | Genitori                          |  |  | Nonni |  |  | Bisnonni             |  |  | Trisnonni                            |  |
|                                    |                       |                         |                                   |  |  |       |  |  | Alfonso II d'Aragona |  |  | Raimondo Berengario IV di Barcellona |  |
|                                    |                       |                         |                                   |  |  |       |  |  | Alfonso II d'Aragona |  |  | Raimondo Berengario IV di Barcellona |  |
|                                    |                       | Petronilla di Aragona   |                                   |  |  |       |  |  | Alfonso II d'Aragona |  |  |                                      |  |
| Alfonso II di Provenza             |                       |                         |                                   |  |  |       |  |  | Alfonso II d'Aragona |  |  |                                      |  |
|                                    |                       | Sancha di Castiglia     | Alfonso VII di León               |  |  |       |  |  |                      |  |  |                                      |  |
|                                    |                       | Sancha di Castiglia     | Alfonso VII di León               |  |  |       |  |  |                      |  |  |                                      |  |
|                                    |                       | Sancha di Castiglia     | Richenza di Polonia               |  |  |       |  |  |                      |  |  |                                      |  |
| Raimondo Berengario IV di Provenza |                       | Sancha di Castiglia     |                                   |  |  |       |  |  |                      |  |  |                                      |  |
|                                    |                       | Rainou de Sabran        | Rostaing II de Sabran             |  |  |       |  |  |                      |  |  |                                      |  |
|                                    |                       | Rainou de Sabran        | Rostaing II de Sabran             |  |  |       |  |  |                      |  |  |                                      |  |
|                                    |                       | Rainou de Sabran        | Roscie, Dame d'Uzes               |  |  |       |  |  |                      |  |  |                                      |  |
| Garsenda di Provenza               |                       | Rainou de Sabran        |                                   |  |  |       |  |  |                      |  |  |                                      |  |
|                                    |                       | Garsenda di Forcalquier | Guglielmo IV di Forcalquier       |  |  |       |  |  |                      |  |  |                                      |  |
|                                    |                       | Garsenda di Forcalquier | Guglielmo IV di Forcalquier       |  |  |       |  |  |                      |  |  |                                      |  |
|                                    |                       | Garsenda di Forcalquier | Adelaide de Beziere               |  |  |       |  |  |                      |  |  |                                      |  |
| Beatrice di Provenza               |                       | Garsenda di Forcalquier |                                   |  |  |       |  |  |                      |  |  |                                      |  |
|                                    | Umberto III di Savoia | Amedeo III di Savoia    |                                   |  |  |       |  |  |                      |  |  |                                      |  |
|                                    | Umberto III di Savoia | Amedeo III di Savoia    |                                   |  |  |       |  |  |                      |  |  |                                      |  |
|                                    | Umberto III di Savoia | Mahaut d'Albon          |                                   |  |  |       |  |  |                      |  |  |                                      |  |
| Tommaso I di Savoia                | Umberto III di Savoia |                         |                                   |  |  |       |  |  |                      |  |  |                                      |  |
|                                    |                       | Beatrice di Mâcon       | Gerard I, Conte di Mâcon e Vienne |  |  |       |  |  |                      |  |  |                                      |  |
|                                    |                       | Beatrice di Mâcon       | Gerard I, Conte di Mâcon e Vienne |  |  |       |  |  |                      |  |  |                                      |  |
|                                    |                       | Beatrice di Mâcon       | Guyonne de Salines                |  |  |       |  |  |                      |  |  |                                      |  |
| Beatrice di Savoia                 |                       | Beatrice di Mâcon       |                                   |  |  |       |  |  |                      |  |  |                                      |  |
|                                    |                       | Guglielmo I di Ginevra  | Amedeo I di Ginevra               |  |  |       |  |  |                      |  |  |                                      |  |
|                                    |                       | Guglielmo I di Ginevra  | Amedeo I di Ginevra               |  |  |       |  |  |                      |  |  |                                      |  |
|                                    |                       | Guglielmo I di Ginevra  | Mathilde de Cuiseaux              |  |  |       |  |  |                      |  |  |                                      |  |
| Margherita di Ginevra              |                       | Guglielmo I di Ginevra  |                                   |  |  |       |  |  |                      |  |  |                                      |  |
|                                    |                       | Beatrice de Faucigny    | Aimon I, Signore de Faucigny      |  |  |       |  |  |                      |  |  |                                      |  |
|                                    |                       | Beatrice de Faucigny    | Aimon I, Signore de Faucigny      |  |  |       |  |  |                      |  |  |                                      |  |
|                                    |                       | Beatrice de Faucigny    | Clemencia de Berançon             |  |  |       |  |  |                      |  |  |                                      |  |
|                                    |                       | Beatrice de Faucigny    |                                   |  |  |       |  |  |                      |  |  |                                      |  |

### Fonti primarie
- (LA)  Monumenta Germaniae Historica, Scriptores, Tomus XXIII.
- (LA)  Rerum Gallicarum et Francicarum Scriptores, tomus XIX.
- (LA)  Peter der Zweite Graf von Savoyen, Markgraf in Italien, sein Haus und seine Lande.
- (LA)  Matthæi Parisiensis, Monachi Sancti Albani, Chronica Majorar, vol. IV.
- (LA)  Layettes du Trésor des Chartes, vol. II'.
- (LA)  Monumenta Germaniae Historica, Scriptores, Tomus IX.
- (LA)  Rerum Gallicarum et Francicarum Scriptores, tomus XX.

### Letteratura storiografica
- Austin Lane Poole, L'interregno in Germania, in Storia del mondo medievale, vol. V, 1999, pp. 128–152
- Previté-Orton, L'Italia nella seconda metà del XIII secolo, in Storia del mondo medievale, vol. V, 1999, pp. 198–244
- Charles Petit-Dutaillis, Luigi IX il Santo, in Storia del mondo medievale, vol. V, 1999, pp. 829–864
- E.F. Jacob, "Inghilterra : Enrico III", in Storia del mondo medievale, vol. VI, 1999, pp. 198–234
- Hilda Johnstone, "Francia: gli ultimi capetingi", in Storia del mondo medievale, vol. VI, 1999, pp. 569–607
- Paul Fournier, Il regno di Borgogna o d'Arles dall'XI al XV secolo, in «Storia del mondo medievale», vol. VII, 1999, pp. 383–410
- storia di Manfredi, re di Sicilia e di Puglia.